# 我的未成年日記
我的未成年日記是I WiSH的第一張原創專輯。

## 解說
- 包含了超人氣歌曲「迎向未來」的第一張專輯。

## 收錄曲
1. 迎向未來（明日への扉）
  - 第一張單曲
  - 富士電視台綜藝節目『戀愛巴士』主題曲
2. 乘著夏日微風(Sweet Palau Mix)（サマーブリーズにのって(Sweet Palau Mix)）
3. 分手的雨（さよならの雨）
4. 變成風兒！（風になれっ!）
5. 星星相印（ふたつ星）
  - 第二張單曲
  - 讀賣電視台・日本電視台的日劇『14ヶ月 〜妻が子供に還っていく〜』插入曲
6. UTS-在這天空下（UTS-この世界の下で）
7. December
8. FlowerII
9. 不只是同學…。（クラスメイト以上…。）
10. ☆閃亮☆（☆キラキラ☆）
11. 向光輝未來前進（光が指す未来へ）
12. I